# Sud-Ouest européen
Sud-Ouest Européen es el nombre de una revista académica publicada por los Institutos de Geografía de cuatro Universidades en el suroeste de Francia : 
En la Región de Occitania, la Universidad de Toulouse-Jean Jaurès (en Toulouse) y la Universidad de Perpiñán (UPVD) (en Perpiñán, Pirineos Orientales) ;
En la Región de Nueva Aquitania, la Universidad Bordeaux-Montaigne (en Burdeos) y la Universidad de Pau y Pays de l'Adour (UPPA) (en Pau (Pirineos Atlánticos).

## Historia
Desde 1998, la revista asegura la continuación de la RGPSO (Revista geográfica de los Pirineos y Suroeste, "Revue géographique des Pyrénées et du Sud-Ouest" en francés) fundada en 1930 por Daniel Faucher en Toulouse.
La colección RGPSO (1930 a 1998) está disponible en el portal Persée.

## Objetivos
"Sud-Ouest européen" está en la continuidad editorial de la RGPSO. 
La revista tiene como objetivo publicar producciones científicas, principalmente de geografía regional, sobre investigaciones y publicaciones relacionadas con el suroeste de Europa (sudoeste european) : la península ibérica (España y Portugal), los Pirineos y el sur de Francia.